# Нортбридж (Массачусетс)
Нортбридж (англ. Northbridge) — місто (англ. town) в США, в окрузі Вустер штату Массачусетс. Населення — 16 335 осіб (2020).

## Демографія
Згідно з переписом 2010 року, у місті мешкало 15 707 осіб у 5896 домогосподарствах у складі 4097 родин. Було 6172 помешкання
Расовий склад населення:
| - 96,0 % — білих - 1,0 % — азіатів - 0,7 % — чорних або афроамериканців - 0,1 % — корінних американців |

До двох чи більше рас належало 1,5 %. Частка іспаномовних становила 3,1 % від усіх жителів.
За віковим діапазоном населення розподілялося таким чином: 25,6 % — особи молодші 18 років, 61,2 % — особи у віці 18—64 років, 13,2 % — особи у віці 65 років та старші. Медіана віку мешканця становила 39,5 року. На 100 осіб жіночої статі у місті припадало 93,1 чоловіків;  на 100 жінок у віці від 18 років та старших — 89,2 чоловіків також старших 18 років.
Середній дохід на одне домашнє господарство  становив 93 619 доларів США (медіана — 75 186), а середній дохід на одну сім'ю — 110 123 долари (медіана — 90 064). Медіана доходів становила 64 178 доларів для чоловіків та 42 054 долари для жінок. За межею бідності перебувало 8,4 % осіб, у тому числі 12,9 % дітей у віці до 18 років та 9,0 % осіб у віці 65 років та старших.
Цивільне працевлаштоване населення становило 8826 осіб. Основні галузі зайнятості: освіта, охорона здоров'я та соціальна допомога — 24,3 %, роздрібна торгівля — 14,7 %, науковці, спеціалісти, менеджери — 12,9 %, виробництво — 12,5 %.